# Digitales COVID-Zertifikat der EU
Das digitale COVID-Zertifikat der EU ist „ein interoperables Zertifikat mit Informationen über die Impfung, das Testergebnis oder die Genesung des Inhabers, die im Zusammenhang mit der COVID-19-Pandemie in Europa ausgestellt wurden“.
Im März 2021 noch als „digitales grünes Zertifikat“ bezeichnet, einigten sich die EU-Mitgliedsländer sowie das EU-Parlament am 20. Mai 2021 auf die Details eines europaweiten Zertifikats mit der künftigen Bezeichnung „digitales EU-Covid-Zertifikat“.
Die Verordnung (EU) 2021/953 vom 14. Juni 2021 regelte vom 1. Juli 2021 bis zum 30. Juni 2023 die unentgeltliche Ausstellung, Überprüfung und grenzüberschreitende Anerkennung digitaler COVID-Zertifikate in den Mitgliedstaaten der Europäischen Union. Die Verordnung (EU) 2021/954 erweiterte deren Anwendungsbereich auf diejenigen Drittstaatsangehörigen, die nicht in den Anwendungsbereich der Verordnung (EU) 2021/953 fallen, sich jedoch rechtmäßig in einem der Mitgliedstaaten aufhalten oder ihren Wohnsitz haben und gemäß Unionsrecht zu Reisen in andere Mitgliedstaaten berechtigt sind.
In manchen Ländern wie Österreich oder Italien wird das Zertifikat auch als Grüner Pass bezeichnet, in Frankreich als Pass sanitaire.

## EU-Verordnung vom 14. Juni 2021 über digitale COVID-Zertifikate

### Entstehungsgeschichte
Nachdem der Generaldirektor der Weltgesundheitsorganisation (WHO) am 30. Januar 2020 wegen des weltweiten Ausbruchs des Coronavirus SARS-CoV-2, das die Coronavirus-Krankheit 2019 (COVID-19) verursacht, eine gesundheitliche Notlage internationaler Tragweite ausgerufen hatte, ergriffen die EU-Mitgliedstaaten verschiedene Maßnahmen zum Schutz der öffentlichen Gesundheit, die sich auch auf den freien Personenverkehr ausgewirkt haben, wie etwa die Einführung von Kontrollen an den Binnengrenzen oder Reisebeschränkungen und Quarantäneauflagen innerhalb der EU. Seit Februar 2020 bemühte sich der Rat in Zusammenarbeit mit der Kommission, eine Koordinierung unter den Mitgliedstaaten herzustellen, um einen optimalen Schutz der öffentlichen Gesundheit bei gleichzeitiger Wahrung der Freizügigkeit innerhalb der EU gem. Art. 21 AEUV zu gewährleisten.

### Geltungsdauer
Am 1. Juli 2021 trat die EU-Verordnung 2021/953 über digitale Covid-Zertifikate in Kraft. Sie regelte befristet die unentgeltliche Ausstellung, Überprüfung und grenzüberschreitende Anerkennung digitaler Zertifikate in der Europäischen Union und galt unmittelbar in jedem Mitgliedstaat. Für die Verarbeitung personenbezogener Daten bei der Umsetzung gilt die Datenschutz-Grundverordnung (Art. 1 Abs. 2, Art. 10 Abs. 1 Verordnung (EU) 2021/953).
Zielsetzung war, den Inhabern die Wahrnehmung ihres Rechts auf Freizügigkeit trotz der COVID-19-Pandemie zu erleichtern sowie die schrittweise und koordinierte Aufhebung der Beschränkungen, die im Einklang mit dem Unionsrecht durch die Mitgliedstaaten zur Begrenzung der Ausbreitung von SARS-CoV-2 verhängt wurden. Der Einsatz der Zertifikate zu anderen als Reisezwecken war daher möglich, in Deutschland insbesondere dann, wenn einzelne Bundesländer nach den § 28, § 28a, § 32 IfSG Testauflagen vorsahen. In diesem Fall waren nach § 7 SchAusnahmV geimpfte und genesene Personen getesteten Personen gleichgestellt.
Die Verordnung galt bis zum 30. Juni 2023. Die Verpflichtung zur Ausstellung, Überprüfung und Anerkennung von COVID-19-Testzertifikaten ist in Deutschland entsprechend befristet (§ 22a Abs. 10 IfSG). 
Am 22. Dezember 2022 legt die Europäische Kommission einen Bericht gemäß Art. 16 Abs. 3 der Verordnung (EU) 2021/953 mit einer Bewertung der Auswirkungen der Verordnung auf die Erleichterung der Freizügigkeit einschließlich des Reiseverkehrs und des Tourismus sowie den Schutz personenbezogener Daten während der COVID-19-Pandemie vor. 
Danach wurden mehr als 2 Mrd. digitale EU-Zertifikate ausgestellt, wobei sich 76 Länder und Gebiete dem System angeschlossen haben. Die Verordnung sei „Opfer ihres eigenen Erfolgs:“ Das Auslaufen beweise, dass ihr erklärtes Ziel, die Wiedereinrichtung der uneingeschränkten Freizügigkeit, erreicht worden sei.
Nach einer Empfehlung des Rates vom 27. Juni 2023 sollten sich die Mitgliedstaaten so bald wie möglich und spätestens bis zum 31. Dezember 2023 an das von der WHO eingerichtete globale Netz für digitale Gesundheitszertifizierung anbinden.

### Covid-19-Zertifikate
Die Verordnung (EU) 2021/953 regelt die Verarbeitung der personenbezogenen Daten, die für die Ausstellung und Anerkennung der einzelnen Zertifikate erforderlich sind. Im Anhang zur Verordnung befindet sich eine Auflistung jener Datensätze, die in die entsprechenden Zertifikate aufzunehmen sind. So muss etwa ein Impfzertifikat u. a. Namen und Vornamen, Geburtsdatum, COVID-19-Impfstoff oder -Prophylaxe, Handelsname, Hersteller, das Datum der Impfung sowie den Mitgliedstaat oder das Drittland, in dem der Impfstoff verabreicht wurde, enthalten. Die Daten dürfen ausschließlich zum Zwecke des Abrufs und der Überprüfung der im Zertifikat enthaltenen Informationen (Impfstatus, Testergebnis oder Genesungsstatus des Inhabers) verarbeitet werden, um die Ausübung des Rechts auf Freizügigkeit innerhalb der Union während der COVID-19-Pandemie zu erleichtern (Art. 10 Verordnung (EU) 2021/953).
Der Inhaber kann die Ausstellung eines neuen Zertifikats beantragen, wenn die im Originalzertifikat enthaltenen personenbezogenen Daten nicht oder nicht mehr richtig oder aktuell sind, auch in Bezug auf die Impfung, das Testergebnis oder die Genesung des Inhabers, oder bei Verlust des Originalzertifikats (Art. 3 Abs. 4 Verordnung (EU) 2021/953).
Die Zertifikate sind keine Reisedokumente und ihr Besitz keine Voraussetzung für die Ausübung des Rechts auf Freizügigkeit. Sie berühren nicht die Gültigkeit anderer Impf-, Testergebnis- oder Genesungsnachweise, die vor dem 1. Juli 2021 oder für andere Zwecke, insbesondere für medizinische Zwecke, ausgestellt wurden.
Alle Zertifikatsinhaber müssen gleich behandelt werden (Art. 3 Abs. 6–8 Verordnung (EU) 2021/953). Die Mitgliedsstaaten sehen grundsätzlich davon ab, zusätzliche Beschränkungen des Rechts auf Freizügigkeit wie zusätzliche reisebezogene Tests auf SARS-CoV-2-Infektionen oder Quarantäne oder Selbstisolierung im Zusammenhang mit einer Reise zu verhängen (Art. 11 Abs. 1 Verordnung (EU) 2021/953).

#### Impfzertifikat
Mit dem Impfzertifikat wird bescheinigt, dass der Inhaber in dem das Zertifikat ausstellenden Mitgliedsstaat eine COVID-19-Impfung erhalten hat (Art. 3 Abs. 1 lit. a, Art. 5 Verordnung 2021/953). Das Robert Koch-Institut darf also lediglich für eine in Deutschland vorgenommene Impfung ein Impfzertifikat ausstellen.
Das Impfzertifikat enthält
- die Identität des Inhabers;
- Informationen über den COVID-19-Impfstoff und die dem Inhaber verabreichte Anzahl der Dosen;
- Zertifikatmetadaten, z. B. den Zertifikataussteller oder eine eindeutige Zertifikatkennung.

#### Testzertifikat
Ein Testzertifikat bescheinigt, dass sich der Inhaber einem NAAT-Test oder einem Antigen-Schnelltest unterzogen hat (Art. 3 Abs. 1 lit. b, Art. 6 Verordnung 2021/953).
Das Testzertifikat enthält
- die Identität des Inhabers;
- Informationen über den NAAT-Test oder Antigen-Schnelltest, dem sich der Inhaber unterzogen hat;
- Zertifikatmetadaten, z. B. Zertifikataussteller oder eine eindeutige Zertifikatkennung.

#### Genesungszertifikat
Ein Genesungszertifakt bescheinigt, dass der Inhaber nach einem positiven Ergebnis eines NAAT-Tests, der von Fachkräften im Gesundheitswesen oder von geschultem Testpersonal durchgeführt wurde, von einer SARS-CoV2-Infektion genesen ist (Art. 3 Abs. 1 lit. c, Art. 7 Verordnung 2021/953).
Das Genesungszertifikat enthält
- die Identität des Inhabers;
- Informationen über frühere SARS-CoV-2-Infektionen des Inhabers nach einem positiven Testergebnis;
- Zertifikatmetadaten, z. B. Zertifikataussteller oder eine eindeutige Zertifikatkennung.

### Technische Spezifikation
Eine Public-Key-Infrastruktur soll die zuverlässige und sichere Ausstellung und Überprüfung der Echtheit, Gültigkeit und Integrität der Zertifikate ermöglichen, um Betrug und Fälschungen aufzudecken (Art. 4 Verordnung 2021/953). Dazu enthält das digitale COVID-Zertifikat einen QR-Code mit elektronischer Signatur zum Schutz vor Fälschung. Jede ausstellende Stelle (Krankenhaus, Testzentrum oder Gesundheitsbehörde) hat ihren eigenen digitalen Signaturschlüssel. Sämtliche Schlüssel sind EU-weit in einer Datenbank gespeichert. Die EU-Kommission hat eine Schnittstelle eingerichtet, über die alle Zertifikat-Signaturen EU-weit überprüft werden können.
Seit dem 1. Juni 2021 ist das EU-Gateway zur Prüfung der Zertifikate online verfügbar. Die Mitgliedstaaten Bulgarien, Dänemark, Deutschland, Griechenland, Kroatien, Polen und Tschechien haben sich bereits an das Gateway angeschlossen und begonnen, EU-Zertifikate auszugeben. Die europäische Kommission kritisierte im Juli 2021, dass die Verifizierung an Flughäfen nicht einheitlich sei. So hänge es „von den Abflug-, Transit- und Ankunftsorten jedes und jeder Reisenden ab, wie und wie oft die Zertifikate der Passagiere überprüft werden“.
Seit dem 9. Juli 2021 werden Zertifikate aus den EU-/EFTA-Ländern in der Schweiz anerkannt, und umgekehrt wird das Schweizer „Covid-Zertifikat“ ebenso von den EU-/EFTA-Staaten anerkannt.

## Mitgliedstaaten der Europäischen Union

### Deutschland

#### Rechtsgrundlage
Mit Wirkung zum 1. Juni 2021 wurde im Infektionsschutzgesetz eine datenschutzrechtliche Grundlage für die Verarbeitung der für die Generierung der COVID-19-Zertifikate erforderlichen personenbezogenen Daten durch das Robert Koch-Institut und für die Übermittlung dieser Daten durch Ärzte und Apotheker an das Robert Koch-Institut geschaffen (§ 22 Abs. 5–7 IfSG a.F.). Auf Wunsch der geimpften Person können zusätzlich zur Impfdokumentation die Durchführung einer Schutzimpfung gegen das Coronavirus SARS-CoV-2, die Durchführung oder Überwachung einer Testung in Bezug auf einen positiven Erregernachweis des Coronavirus SARS-CoV-2 sowie die Durchführung oder Überwachung einer Testung in Bezug auf einen negativen Erregernachweis des Coronavirus SARS-CoV-2 in einem digitalen Impf-, Genesenen- und Testzertifikate bescheinigt werden (§ 22a Abs. 5–7 IfSG). Damit wird dem in Art. 6 der Verordnung (EU) 2021/953 vorgesehenen Wahlrecht des Geimpften Rechnung getragen, ob dieser das Impfzertifikat in elektronischer Form (als QR-Code) oder als Ausdruck oder aber seinen gelben Impfpass als Nachweis einer SARS-CoV-2-Schutzimpfung verwenden will.

#### Übermittelte Daten

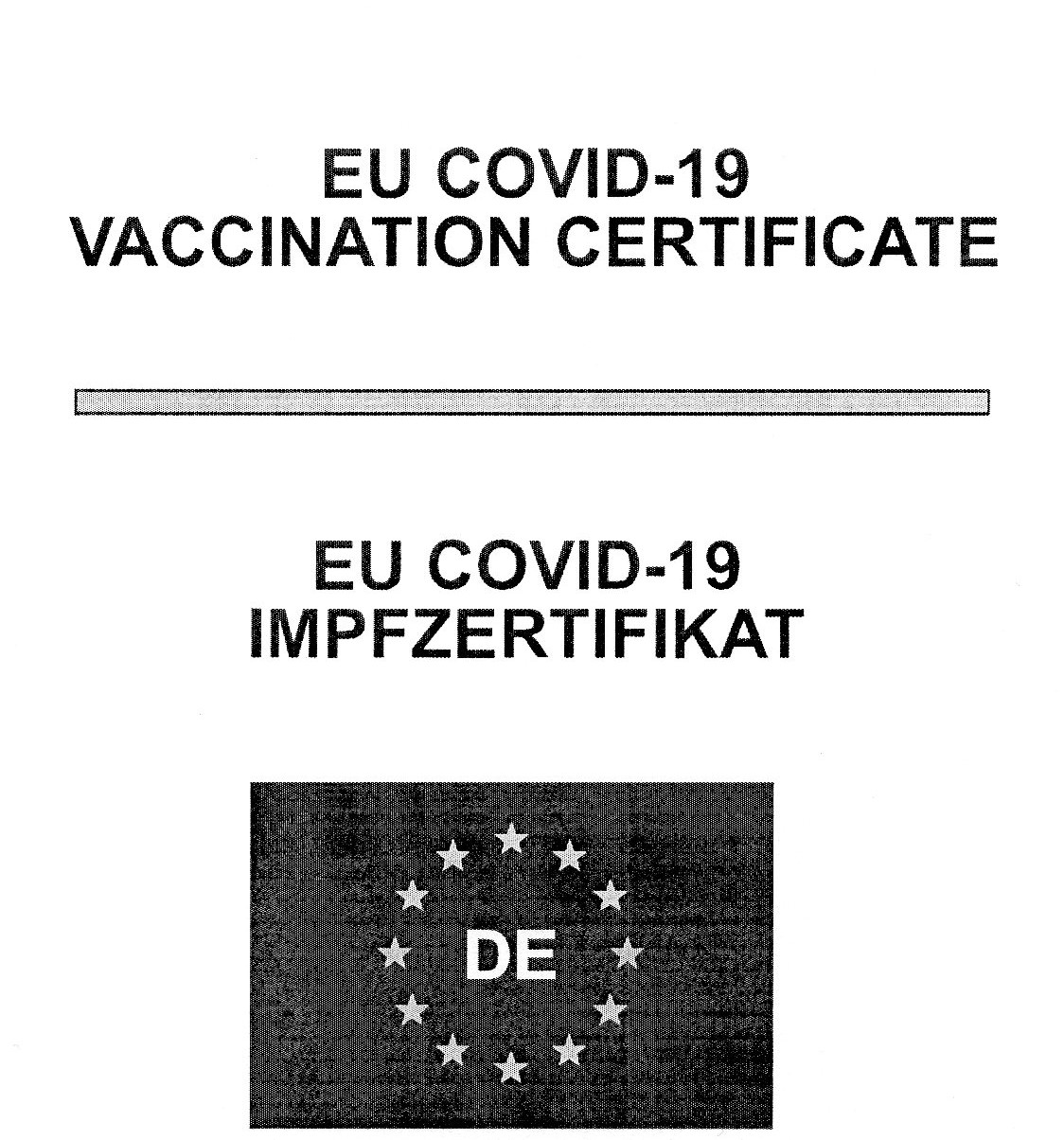
Titelseite des Impfzertifikats (vom Impfzentrum als PDF-Datei auch farbig)

Das Zertifikat wird von der zur Durchführung der Schutzimpfung bzw. zur Durchführung und Überwachung einer Testung berechtigten Person erstellt. Außer Impfärzten unmittelbar nach der Impfung dürfen andere Ärzte und Apotheker unter bestimmten Voraussetzungen auch nachträglich ein Zertifikat ausstellen.
Zur Erstellung des COVID-19-Impfzertifikats übermittelt der Impfarzt, Arzt oder Apotheker die folgenden personenbezogenen Daten an das Robert Koch-Institut, welches das COVID-19-Impfzertifikat technisch generiert und die betreffenden Daten verarbeiten darf (§ 22a Abs. 5 Satz 3 IfSG):
1. Datum der Schutzimpfung,
2. Bezeichnung und Chargenbezeichnung des Impfstoffes,
3. Name der Krankheit, gegen die geimpft wurde,
4. Name der geimpften Person, deren Geburtsdatum und Name und Anschrift der für die Durchführung der Schutzimpfung verantwortlichen Person
5. Bestätigung in Schriftform oder in elektronischer Form mit einer qualifizierten elektronischen Signatur oder einem qualifizierten elektronischen Siegel durch die für die Durchführung der Schutzimpfung verantwortliche Person sowie
6. Informationen über notwendige Folge- und Auffrischimpfungen mit Terminvorschlägen.

Bei Namen ist zu beachten, dass diese (Geburtsnamen, zusätzliche Vornamen) auf allen Zertifikaten identisch sein müssen, ansonsten ordnet Software wie Mobile Apps die Zertifikate unterschiedlichen Personen zu, statt sie zu Zertifikaten einer Person zusammenzufassen.
Da es bislang nicht vorgesehen ist, Ausstellerzertifikate wieder zurückziehen zu können – z. B. betrügerisch erworbene, gestohlene oder missbrauchte Zertifikate –, ist eine belastbare Gültigkeitsprüfung von digitalen Impfnachweisen nicht möglich.
Im Anschluss an eine Impfung wird der digitale Impfnachweis in einer Arztpraxis, einem Krankenhaus, einer Apotheke oder einem Impfzentrum ausgestellt. Nach Eingabe oder Übernahme der Daten wird ein Impfbescheinigungstoken in Form eines QR-Codes erstellt, den die Nutzer direkt scannen können oder auf einem Papierausdruck erhalten und bei Bedarf später einscannen können.
Der Code selbst ist wiederum mehrfach codiert (base45, zlib, CBOR) und durch eine digitale Signatur vor inhaltlichen Veränderungen geschützt.
Auf dem Smartphone wird der digitale Impfnachweis von den Nutzern über eine Mobile App (beispielsweise Corona-Warn-App, CovPass) verwaltet. Die App speichert die Impfbescheinigung lokal auf dem Smartphone, sodass keine Internetverbindung benötigt wird.
Geprüft werden kann der QR-Code über eine entsprechende Software (z. B. CovPassCheck-App). Auch dafür ist keine Internetverbindung nötig.

#### Technische Entwicklung
Die Umsetzung in Deutschland erfolgt durch IBM und die Kölner Firma Ubirch. Diese sollte ursprünglich auf einer Blockchain-Implementierung basieren und soll spätestens Mitte 2021 einsatzfähig sein. Einen Gewinn an IT-Sicherheit oder Datenschutz bringt die ursprünglich geplante Einbindung von fünf Blockchains nicht. Zuvor hatte Ubirch bereits im bayerischen Landkreis Altötting und im Zollernalbkreis Pilotprojekte mit einer ähnlichen Technologie entwickelt. In diesen Pilotprojekten wurden keine vertrauenswürdigen Impfnachweise ausgestellt. Es konnten beliebige Daten des Impfausweises als gültig angezeigt werden.
Im April 2021 wurde bekannt, dass der Impfnachweis in die Corona-Warn-App integriert werden soll. Die Lösung soll generell aus anderen Applikationen heraus nutzbar sein und auf einem Open-Source-Ansatz beruhen.
Realisiert wurden:
- ein Impf-Zertifikat-Service für Impfzentren und Arztpraxen, der als Ergebnis den QR-Code erzeugt
- eine Impf-Nachweis-App, die den QR-Code verwaltet und
- eine Prüf-Anwendung, in der der Code entgegengenommen werden kann und die die Gültigkeit des Impfschutzes prüft.

Mitte Mai 2021 gab die Bundesregierung bekannt, dass der Impfnachweis als separate App unter der Bezeichnung CovPass implementiert wird, aber auch in andere Apps wie die Corona-Warn-App integriert werden soll. Wer bereits vollständig geimpft ist, soll den QR-Code nachträglich per Post bekommen. Jedoch liegen nicht von allen Geimpften die Adressdaten vor. Für den Impfnachweis ist am 27. Mai 2021 in Potsdam ein bundesweiter Feldtest gestartet. Damit soll überprüft werden, wie die Abläufe und Prozesse funktionieren.
Am 10. Juni 2021 wurde die quelloffene App „CovPass“ zum Download in den verschiedenen App Stores freigegeben. Entgegen der Ankündigung, das Projekt werde vollständig Open-Source, ist der Sourcecode des „Impfzertifikatsservice“, des Systems für die Generierung und Signierung der digitalen Impfnachweise einschließlich QR-Codes, auch zwei Jahre nach der Vorstellung (Ende Juni 2023) nicht öffentlich einsehbar und soll es auch in Zukunft nicht werden.
Neben der CovPass-App können die digitalen Impfnachweise auch in die quelloffene Corona-Warn-App und die proprietäre Luca-App importiert und dort genutzt werden. Entgegen den Angaben des Papier-Dokumentes besitzt das digitale Zertifikat jedoch eine beschränkte Gültigkeit von einem Jahr ab Beginn des Impfschutzes.
Seit dem 14. Juni 2021 wird der digitale Impfnachweis auch von Apotheken ausgestellt. Dies wird den Apotheken mit 18 Euro je Nachweis vergütet. Die Kunden weisen hierbei ihre vollständige Impfung durch die Vorlage einer Impfbescheinigung oder ihres Impfpasses nach und identifizieren sich mit Personalausweis oder Reisepass. Dabei ist nicht ausgeschlossen, dass auch gefälschte Impfpässe digitalisiert werden. Grund hierfür sind fehlende Sicherheitsmerkmale in den Dokumenten.
Ab dem 1. Januar 2022 werden Versicherte zudem die Möglichkeit erhalten, alle Impfungen digital auf der elektronischen Patientenakte speichern zu lassen. Der separate digitale Impfnachweis für die COVID-19-Impfung soll dann nicht mehr nötig sein.

#### Sicherheit der Zertifikate
Laut Angaben des Robert Koch-Instituts (RKI) vom 27. Januar 2022 wurden seit Beginn der Impfkampagne insgesamt rund 162,1 Millionen Dosen verimpft. Zertifikate wurden aber 204,7 Millionen ausgestellt. Es wurden also rund 42,6 Millionen mehr Zertifikate ausgestellt als Impfungen verabreicht. Rund ein Viertel der Zertifikate wurden demnach fälschlicherweise ausgestellt. Die Tendenz dieser Diskrepanz ist dabei stark steigend. Am 15. Dezember betrug die Differenz zwischen Impfungen und Zertifikaten „nur“ 25,8  Millionen. Innerhalb weniger Wochen hat sich die Differenz also fast verdoppelt.
Anfang 2022 waren bundesweit über 10000 Ermittlungsverfahren wegen Fälschungen von Impfzertifikaten anhängig, allein in Nordrhein-Westfalen verzeichnete das Landeskriminalamt zwischen Ende November und Ende Dezember 2021 rund 1700 Fälle. Für die Verfolgung wurde das Strafgesetzbuch im Herbst 2021 reformiert. Nach Einschätzung des niedersächsischen Innenministers Boris Pistorius sollten derartige Delikte wie Urkundenfälschungen behandelt werden.

### Österreich
In Österreich wurde ab dem Frühling 2021 an einer Lösung gearbeitet, die dem Zertifikat der EU entspricht und zum Nachweis von Impfungen, negativen Testergebnissen und überstandene COVID-19-Erkrankungen dienen soll. Im März wurde diese Lösung bereits für April angekündigt, dieses Datum war jedoch nicht haltbar.
Anfang Mai 2021 gab die Regierung bekannt, dass die unter dem Namen „Grüner Pass“ beworbene Lösung ab 4. Juni eingesetzt werden sollte. Die ab 19. Mai erforderlichen 3-G-Nachweise mussten von den Personen aus uneinheitlichen Quellen abgerufen und vorgezeigt werden, sie waren zudem nicht mit dem Zertifikat der EU kompatibel. Am 31. Mai 2021 wurde bekannt, dass der Start des Systems verschoben wird. Grund seien kurzfristig von der EU bekannt gegebene technische Änderungen. Laut EU-Stellen seien die technischen Spezifikationen jedoch seit dem 21. April unverändert geblieben. Am 10. Juni ging die Anwendung im Gesundheitsportal in Betrieb, zunächst jedoch im eingeschränkten Umfang mit Testzertifikaten und Genesenennachweis. Impfzertifikate konnten laut Minister Mückstein vorerst noch nicht ausgestellt werden, da „eine komplizierte Datenbank dahintersteckt“. Alternativ war ein Impf-Beleg über den elektronischen Impfpass abrufbar. Seit 20. Juni werden auch Impfnachweise mit EU-konformen QR-Codes erstellt und können über den „Grünen Pass“ abgerufen werden.
Die Anwendung „Grüner Pass“ ist über das Öffentliche Gesundheitsportal Österreichs abrufbar. In der Anwendung werden sämtliche Impfungen und Tests, die über Testzentren durchgeführt wurden, automatisch hinterlegt und mit Zertifikaten versehen. Die Zertifikate können im PDF-Format heruntergeladen werden und enthalten einen EU-konformem QR-Code. Eine Handy-App oder ein Programm für den Desktop gibt es nicht. Dieser Umstand wurde medial kritisiert, der Wiener Webentwickler Fabian Pimminger stellte auf seiner Webseite ein Tool zur Verfügung, um das PDF-Zertifikat in Apps wie Apple Wallet zu importieren.
Im Rahmen der behördlichen Maßnahmen können die Zertifikate entweder digital oder in ausgedruckter Form in Kombination mit einem Lichtbildausweis vorgezeigt werden, um als sogenannter 3-G-Nachweis akzeptiert zu werden.

### Italien
Italien verschärfte im Laufe der Pandemie seine Regelungen zur Impf-Nachweispflicht mittels des COVID-Zertifikats (in Italien certificazione verde oder auch green pass genannt). Seit Mitte Oktober 2021 müssen sämtliche Arbeitnehmer nachweisen, geimpft, genesen oder frisch getestet zu sein. Die hierfür notwendigen Tests sind kostenpflichtig. Durch diese Maßnahmen stiegen die Zahlen vorgenommener Impfungen an.
Mit Wirkung zum 1. Februar 2022 wurde in Italien die Gültigkeit von Impfzertifikaten von neun auf sechs Monate verkürzt.

## Weitere Länder
Bislang haben sich 33 Nicht-EU-Länder (und Regionen) dem digitalen COVID-Zertifikatsystem der EU angeschlossen: Albanien, Andorra, Armenien, Kap Verde, El Salvador, Färöer, Georgien, Israel, Island, Libanon, Liechtenstein, Moldau, Monaco, Montenegro, Marokko, Neuseeland, Nordmazedonien, Norwegen, Panama, San Marino, Serbien, Singapur, Schweiz, Taiwan, Thailand, Tunesien, Togo, Türkei, Ukraine, Vereinigte Arabische Emirate, Vereinigtes Königreich, Uruguay, Vatikanstadt.

### Schweiz
Am 4. Juni 2021 verabschiedete der Bundesrat die Verordnung über die Covid-Zertifikate. Sie trat drei Tage später in Kraft. Ein technisch und inhaltlich mit dem Zertifikat der EU kompatibles Zertifikat wurde in der Schweiz zum 9. Juni 2021 im Testbetrieb eingeführt. Das Zertifikat dokumentiert den Status geimpft, getestet oder genesen und wird als PDF-Dokument oder in Papierform mit einem QR-Code zur Verfügung gestellt. Der QR-Code kann wiederum in eine Covid Certificate-App eingescannt werden. Am 30. Juni 2021 änderte der Bundesrat die Verordnung über die Covid-Zertifikate, um es Zertifikat-Inhabern ab dem 12. Juli 2021 zu ermöglichen, eine Zertifikatskopie ohne Gesundheits-Details zu generieren und sie als «Zertifikat Light» innerhalb der Schweiz zu verwenden. Zum 9. Juli 2021 wurde eine wechselseitige Anerkennung von Impfzertifikaten aus EU-/EFTA-Staaten und der Schweiz bekanntgegeben.
Am 25. August 2021 startete der Bundesrat eine Konsultation zu einer Ausweitung der Zertifikatspflicht. Zugleich wurde die nationale Teststrategie angepasst und dabei unter anderem festgelegt, dass Tests für den Erwerb eines «Covid-Zertifikats» ab dem 1. Oktober 2021 nicht mehr vom Bund erstattet werden sollen. Am 8. September 2021 verabschiedete der Bundesrat eine zunächst bis zum 24. Januar 2022 befristete Zertifikatspflicht für Personen ab 16 Jahren ab dem 13. September 2021 im Innern von Restaurants und Bars, von Kultur- und Freizeiteinrichtungen (Museen, Bibliotheken, Zoos, Fitnesscenter, Kletterhallen, Hallenbäder, Aquaparks, Billardhallen, Casinos) sowie in Innenräumen bei Veranstaltungen. Arbeitgeber dürfen das Vorliegen eines Zertifikats bei ihren Arbeitnehmern nur dann überprüfen, wenn es dazu dient, angemessene Schutzmaßnahmen festzulegen oder Testkonzepte umzusetzen. Kantone und Hochschulen sind befugt, eine Zertifikatspflicht für das Bachelor- und Masterstudium einzuführen. Der Bundesrat schickte zudem zwei Vorlagen in Konsultation: zur Einreise von nicht-genesenen und nicht-geimpften Personen sowie zum Zugang zum Schweizer «Covid-Zertifikat» für Personen, die im Ausland geimpft wurden.
Mit Beschluss vom 3. November 2021 änderte der Bundesrat die Kriterien für die Vergabe eines COVID-19-Zertifikats: Die Gültigkeit des durch einen PCR-Test belegten Genesenenstatus wurde von sechs auf zwölf Monate verlängert; außerdem wurde die Möglichkeit eingeführt, durch einen aktuellen positiven Antikörper-Test ein nur in der Schweiz gültiges, auf 90 Tage beschränktes COVID-19-Zertifikat zu erhalten. Mit Wirkung zum 31. Januar 2022 wurde die Gültigkeit des Genesenenstatus auf 270 Tage verkürzt.

### Großbritannien
In England können seit 17. Mai 2021 vollständig gegen COVID-19 geimpfte Menschen digital ihren Impfstatus nachweisen. Zuständig ist der National Health Service. Alternativ kann auch ein Nachweis auf Papier genutzt werden.

### Israel
In Israel wird ein als Grüner Pass bezeichneter digitaler Impfnachweis genutzt. Er ist nur im Inland gültig. Der Ausweis zeigt neben dem QR-Code die Nummer des Personalausweises, das Geburtsdatum, die Daten der Impfungen sowie den Namen auf Hebräisch und Englisch. Das Handy muss zusammen mit dem Personalausweis präsentiert werden. In der zweiten Jahreshälfte 2021 soll eine neue Version des Impfpasses verfügbar sein, die zusammen mit anderen Staaten und der WHO entwickelt werde, um weltweit anerkannt zu werden. Die aktuelle Version ist nur bis Ende Juli 2021 gültig.

### USA
In den USA ist ein digitaler Impfnachweis umstritten und wird von einer Mehrheit als Gefahr für die Freiheitsrechte und Privatsphäre der Bürger eingestuft. Lediglich der Bundesstaat New York hat als bisher einziger einen digitalen Pass mit QR-Code eingeführt. Präsident Joe Biden hat erklären lassen, dass es einen einheitlichen Ausweis auf Bundesebene nicht geben wird.